# NGC 60
NGC 60 é uma galáxia espiral (Sc) localizada na direcção da constelação de Pisces. Possui uma declinação de -00° 18' 13" e uma ascensão reta de 0 horas, 15 minutos e 58,2 segundos.
A galáxia NGC 60 foi descoberta em 2 de Novembro de 1882 por Édouard Jean-Marie Stephan.